# 貝爾蒙特 (路易斯安那州)
貝爾蒙特（英語：Belmont）是位於美國路易斯安那州沙賓堂區的一個普查規定居民點。

## 人口
根據2020年美國人口普查的數據，貝爾蒙特的面積為25.98平方千米，當中陸地面積為25.98平方千米，而水域面積為0.00平方千米。當地共有人口305人，而人口密度為每平方千米11.74人。